# Bohuslav Procházka
Bohuslav Procházka (13. prosince 1874 Olešná u Rakovníka – 22. února 1934 Praha) byl československý politik a meziválečný poslanec Národního shromáždění za Československou stranu národně socialistickou.

## Biografie
Profesí byl starostou Jednoty zaměstnanců Československých drah. Podle údajů z roku 1929 bydlel v Praze.
Ve parlamentních volbách v roce 1925 získal za Československou stranu národně socialistickou poslanecké křeslo v Národním shromáždění. Mandát obhájil v parlamentních volbách v roce 1929.
Zemřel v únoru 1934 v nemocnici na Bulovce v Praze. Po jeho smrti získal jeho mandát poslanec Josef Kraus.